# Лорі Ааронс
Ло́рі Ааро́нс (англ. Laurence "Laurie" Aarons) (* 19 серпня 1917 — † 7 лютого 2005) — австралійський політик, діяч комуністичного та робітничого руху, публіцист.

## Біографічні дані
Від 1936 — член Комуністичної партії Австралії (КПА). Від 1964 — член секретаріату ЦК КПА.
Від 1961 — заступник голови КПА, від червня 1965 — голова КПА. За даними на 1975 рік — національний секретар КПА.
Автор праць із теорії та практики робітничого руху.